# Statistiques et records de la Super League
 (juin 2025).
Cet article présente les statistiques et records de la Super League.

## Meilleurs marqueurs d'essais  de la Super League par saison
Ce tableau retrace les meilleurs marqueurs d'essais de la Super League par saison depuis sa création en 1996.
| Saison | Joueur                           | Club                 | Essais |
| ------ | -------------------------------- | -------------------- | ------ |
| 1996   | Paul Newlove                     | St Helens            | 28     |
| 1997   | Alan Hunte Anthony Sullivan      | St Helens            | 22     |
| 1998   | Anthony Sullivan                 | St Helens            | 26     |
| 1999   | Toa Kohe-Love Anthony Sullivan   | Warrington St Helens | 28     |
| 2000   | Sean Long                        | St Helens            | 24     |
| 2001   | Michael Withers                  | Bradford             | 31     |
| 2002   | Keith Senior                     | Leeds                | 25     |
| 2003   | Lesley Vainikolo                 | Bradford             | 26     |
| 2004   | Danny McGuire                    | Leeds                | 39     |
| 2005   | Mark Calderwood Lesley Vainikolo | Leeds Bradford       | 34     |
| 2006   | Ade Gardner                      | St Helens            | 31     |
| 2007   | Brent Webb Paul Wellens          | Leeds St Helens      | 24     |
| 2008   | Ade Gardner                      | St Helens            | 31     |
| 2009   | Ryan Hall                        | Leeds                | 31     |
| 2010   | Chris Hicks Pat Richards         | Warrington Wigan     | 32     |
| 2011   | Sam Tomkins                      | Wigan                | 33     |
| 2012   | Josh Charnley Sam Tomkins        | Wigan                | 36     |
| 2013   | Josh Charnley                    | Wigan                | 43     |
| 2014   | Joel Monaghan                    | Warrington           | 38     |
| 2015   | Jermaine McGillvary              | Huddersfield         | 27     |
| 2016   | Denny Solomona                   | Castleford           | 40     |
| 2017   | Greg Eden                        | Castleford           | 38     |
| 2018   | Ben Barba                        | St Helens            | 28     |
| 2019   | Thomas Makinson                  | St Helens            | 23     |
| 2020   | Ashley Handley                   | Leeds                | 14     |
| 2021   | Ken Sio                          | Salford              | 18     |
| 2022   | Bevan French                     | Wigan                | 31     |

## Meilleurs marqueurs de points de la Super League par saison
Ce tableau retrace les meilleurs marqueurs d'essais de la Super League par saison depuis sa création en 1996.
| Saison | Joueur            | Club             | Essai | Buts | Drop | Points |
| ------ | ----------------- | ---------------- | ----- | ---- | ---- | ------ |
| 1996   | Bobbie Goulding   | St Helens        | 5     | 117  | 3    | 257    |
| 1997   | Andy Farrell      | Wigan            | 7     | 106  | 3    | 243    |
| 1999   | Iestyn Harris     | Leeds            | 13    | 110  | 3    | 275    |
| 2000   | Iestyn Harris     | Leeds            | 18    | 135  | 1    | 343    |
| 2001   | Andy Farrell      | Wigan            | 17    | 176  | 5    | 425    |
| 2002   | Paul Deacon       | Bradford         | 6     | 147  | 1    | 319    |
| 2003   | Paul Deacon       | Bradford         | 9     | 137  | 3    | 313    |
| 2004   | Kevin Sinfield    | Leeds            | 4     | 140  | 3    | 299    |
| 2005   | Paul Deacon       | Bradford         | 12    | 153  | 5    | 359    |
| 2006   | Jamie Lyon        | St Helens        | 17    | 129  | 0    | 326    |
| 2007   | Kevin Sinfield    | Leeds            | 5     | 128  | 3    | 279    |
| 2008   | Pat Richards      | Wigan            | 19    | 115  | 1    | 307    |
| 2009   | Pat Richards      | Wigan            | 20    | 89   | 0    | 258    |
| 2010   | Pat Richards      | Wigan            | 31    | 155  | 0    | 434    |
| 2011   | Jamie Foster      | St Helens        | 21    | 123  | 0    | 330    |
| 2012   | Kevin Sinfield    | Leeds            | 5     | 140  | 4    | 304    |
| 2013   | Danny Brough      | Huddersfield     | 9     | 144  | 1    | 325    |
| 2014   | Matty Smith       | Wigan            | 5     | 106  | 7    | 239    |
| 2015   | Luke Gale         | Castleford       | 11    | 101  | 1    | 247    |
| 2016   | Luke Gale         | Castleford       | 6     | 118  | 2    | 262    |
| 2017   | Luke Gale         | Castleford       | 14    | 135  | 8    | 334    |
| 2018   | Daniel Richardson | St Helens        | 5     | 128  | 6    | 282    |
| 2019   | Lachlan Coote     | St Helens        | 14    | 106  | 1    | 269    |
| 2020   | Lachlan Coote     | St Helens        | 10    | 67   | -    | 174    |
| 2021   | James Maloney     | Dragons Catalans | 6     | 108  | 5    | 245    |